# Blaesoxipha
Blaesoxipha är ett släkte av tvåvingar. Blaesoxipha ingår i familjen köttflugor.

## Dottertaxa tillBlaesoxipha, i alfabetisk ordning[1][2]
- Blaesoxipha acridiophagoides
- Blaesoxipha aculeata
- Blaesoxipha acuticaudata
- Blaesoxipha aenigma
- Blaesoxipha agnoni
- Blaesoxipha agrestis
- Blaesoxipha aguriana
- Blaesoxipha aix
- Blaesoxipha akrolophos
- Blaesoxipha alcedo
- Blaesoxipha aldrichi
- Blaesoxipha aldrichia
- Blaesoxipha algeriensis
- Blaesoxipha alopecis
- Blaesoxipha amamiensis
- Blaesoxipha amblycoryphae
- Blaesoxipha americana
- Blaesoxipha anceps
- Blaesoxipha angul
- Blaesoxipha angustifrons
- Blaesoxipha apertella
- Blaesoxipha apoxa
- Blaesoxipha arenicola
- Blaesoxipha arizona
- Blaesoxipha arktozophos
- Blaesoxipha arnaudi
- Blaesoxipha asiatica
- Blaesoxipha ataturkia
- Blaesoxipha atlanis
- Blaesoxipha atrox
- Blaesoxipha aurifrons
- Blaesoxipha aurulenta
- Blaesoxipha australiana
- Blaesoxipha azteca
- Blaesoxipha batilligera
- Blaesoxipha beameri
- Blaesoxipha bellula
- Blaesoxipha benshiensis
- Blaesoxipha bhutanensis
- Blaesoxipha binodosa
- Blaesoxipha blanchardi
- Blaesoxipha blandita
- Blaesoxipha blodgeti
- Blaesoxipha boreas
- Blaesoxipha boxi
- Blaesoxipha brazil
- Blaesoxipha butte
- Blaesoxipha cactus
- Blaesoxipha californiana
- Blaesoxipha californica
- Blaesoxipha calliste
- Blaesoxipha camerunensis
- Blaesoxipha caridei
- Blaesoxipha carinata
- Blaesoxipha casuarius
- Blaesoxipha cekalovici
- Blaesoxipha cerkyma
- Blaesoxipha cessator
- Blaesoxipha changbaishanensis
- Blaesoxipha chilena
- Blaesoxipha chillcotti
- Blaesoxipha chubutina
- Blaesoxipha cigana
- Blaesoxipha cochlearis
- Blaesoxipha coloradensis
- Blaesoxipha colorata
- Blaesoxipha complosa
- Blaesoxipha compressa
- Blaesoxipha confusa
- Blaesoxipha convena
- Blaesoxipha costaricensis
- Blaesoxipha cothurnata
- Blaesoxipha croatica
- Blaesoxipha currani
- Blaesoxipha dampfi
- Blaesoxipha deleta
- Blaesoxipha delilah
- Blaesoxipha delmedigoi
- Blaesoxipha denieri
- Blaesoxipha dentata
- Blaesoxipha descosseae
- Blaesoxipha devulsa
- Blaesoxipha diloboderi
- Blaesoxipha dolosa
- Blaesoxipha dongfangis
- Blaesoxipha doumandjii
- Blaesoxipha dupuisi
- Blaesoxipha ebi
- Blaesoxipha ejuncida
- Blaesoxipha eleodis
- Blaesoxipha eleutherae
- Blaesoxipha enotah
- Blaesoxipha erythrura
- Blaesoxipha excisa
- Blaesoxipha exuberans
- Blaesoxipha falciformis
- Blaesoxipha falciloba
- Blaesoxipha falx
- Blaesoxipha fazi
- Blaesoxipha filipina
- Blaesoxipha filipjevi
- Blaesoxipha flava
- Blaesoxipha flavipes
- Blaesoxipha formosana
- Blaesoxipha fossoria
- Blaesoxipha freidae
- Blaesoxipha fridolini
- Blaesoxipha gavia
- Blaesoxipha gemina
- Blaesoxipha gerasimovi
- Blaesoxipha gibberis
- Blaesoxipha gobica
- Blaesoxipha gongros
- Blaesoxipha gordimerae
- Blaesoxipha gracilis
- Blaesoxipha grisea
- Blaesoxipha griseoflavescens
- Blaesoxipha grunini
- Blaesoxipha guadalupensis
- Blaesoxipha guanacaste
- Blaesoxipha haemorrhoica
- Blaesoxipha hamata
- Blaesoxipha hardyi
- Blaesoxipha hertingi
- Blaesoxipha hunteri
- Blaesoxipha ibe
- Blaesoxipha ignipes
- Blaesoxipha impar
- Blaesoxipha inagua
- Blaesoxipha incerta
- Blaesoxipha indicata
- Blaesoxipha inornata
- Blaesoxipha insularis
- Blaesoxipha isla
- Blaesoxipha jakovlevi
- Blaesoxipha jamacoorum
- Blaesoxipha janzeni
- Blaesoxipha japonensis
- Blaesoxipha juryi
- Blaesoxipha kafuenia
- Blaesoxipha karnataka
- Blaesoxipha katoi
- Blaesoxipha kazak
- Blaesoxipha kellyi
- Blaesoxipha kerzhneri
- Blaesoxipha kivu
- Blaesoxipha kozlovi
- Blaesoxipha kyrton
- Blaesoxipha kyrtonidion
- Blaesoxipha laguna
- Blaesoxipha lanei
- Blaesoxipha laotudingensis
- Blaesoxipha lapidosa
- Blaesoxipha laticornis
- Blaesoxipha lautaretensis
- Blaesoxipha lecta
- Blaesoxipha leonidei
- Blaesoxipha likros
- Blaesoxipha lillooet
- Blaesoxipha lindneri
- Blaesoxipha lingua
- Blaesoxipha litoralis
- Blaesoxipha macula
- Blaesoxipha magna
- Blaesoxipha magniforcipis
- Blaesoxipha malgache
- Blaesoxipha mangeri
- Blaesoxipha mankurta
- Blaesoxipha masculina
- Blaesoxipha matilei
- Blaesoxipha mcalpinei
- Blaesoxipha melanderi
- Blaesoxipha mex
- Blaesoxipha microspinosa
- Blaesoxipha migratoriae
- Blaesoxipha minensis
- Blaesoxipha minima
- Blaesoxipha misriella
- Blaesoxipha mixta
- Blaesoxipha mombasiella
- Blaesoxipha mona
- Blaesoxipha mongol
- Blaesoxipha mongolica
- Blaesoxipha montalciniae
- Blaesoxipha mystica
- Blaesoxipha nathani
- Blaesoxipha neuquenensis
- Blaesoxipha nigridorsalis
- Blaesoxipha oberrans
- Blaesoxipha obuchovae
- Blaesoxipha occatrix
- Blaesoxipha occidens
- Blaesoxipha omani
- Blaesoxipha opifera
- Blaesoxipha oriens
- Blaesoxipha pacifica
- Blaesoxipha pagella
- Blaesoxipha pandellei
- Blaesoxipha panfilovi
- Blaesoxipha papuana
- Blaesoxipha paranaensis
- Blaesoxipha pauciseta
- Blaesoxipha pedata
- Blaesoxipha pedatulla
- Blaesoxipha petiolata
- Blaesoxipha phaneophaga
- Blaesoxipha piauhyensis
- Blaesoxipha plinthopyga
- Blaesoxipha plumicornis
- Blaesoxipha pontanini
- Blaesoxipha popovi
- Blaesoxipha prohibita
- Blaesoxipha proxima
- Blaesoxipha pusilla
- Blaesoxipha putilla
- Blaesoxipha pygmaea
- Blaesoxipha quaesita
- Blaesoxipha ragg
- Blaesoxipha rasoherina
- Blaesoxipha redempta
- Blaesoxipha reperta
- Blaesoxipha reversa
- Blaesoxipha richterae
- Blaesoxipha rimosa
- Blaesoxipha riograndensis
- Blaesoxipha rishikeshi
- Blaesoxipha robacki
- Blaesoxipha rocciai
- Blaesoxipha rosenthali
- Blaesoxipha rossica
- Blaesoxipha rudis
- Blaesoxipha rufescens
- Blaesoxipha rufipes
- Blaesoxipha rybaltschenkoi
- Blaesoxipha saccata
- Blaesoxipha sagittarius
- Blaesoxipha santafe
- Blaesoxipha savoryi
- Blaesoxipha scheenkoi
- Blaesoxipha setiforceps
- Blaesoxipha setigera
- Blaesoxipha setosa
- Blaesoxipha shelkovnikovi
- Blaesoxipha silantjevi
- Blaesoxipha similis
- Blaesoxipha singularis
- Blaesoxipha spaniola
- Blaesoxipha spatulata
- Blaesoxipha speciosa
- Blaesoxipha spina
- Blaesoxipha spiniger
- Blaesoxipha spinosa
- Blaesoxipha spretor
- Blaesoxipha stackelbergi
- Blaesoxipha stagmomantidis
- Blaesoxipha stallengi
- Blaesoxipha steyskali
- Blaesoxipha subamericana
- Blaesoxipha subcochlearis
- Blaesoxipha sublaticornis
- Blaesoxipha subunicolor
- Blaesoxipha sulcata
- Blaesoxipha suspinata
- Blaesoxipha taediosa
- Blaesoxipha taiwanensis
- Blaesoxipha takanoi
- Blaesoxipha talyshensis
- Blaesoxipha tenebrionis
- Blaesoxipha thailandica
- Blaesoxipha thyceae
- Blaesoxipha tingomaria
- Blaesoxipha torreya
- Blaesoxipha transcaspia
- Blaesoxipha tricuspis
- Blaesoxipha tunisia
- Blaesoxipha turkensis
- Blaesoxipha tzinella
- Blaesoxipha uncata
- Blaesoxipha uncatoides
- Blaesoxipha ungulata
- Blaesoxipha unicolor
- Blaesoxipha utah
- Blaesoxipha wagneri
- Blaesoxipha valangae
- Blaesoxipha websteri
- Blaesoxipha vesper
- Blaesoxipha williamsi
- Blaesoxipha violenta
- Blaesoxipha violovitshi
- Blaesoxipha virgo
- Blaesoxipha xiphura
- Blaesoxipha zaitzevi
- Blaesoxipha zayasi